# Melchior Khlesl
Melchior Khlesl, född 19 september 1552, död 18 september 1630, var en österrikisk prelat och politiker.
Khlesl föddes som protestant, men övergick i ungdomen till katolicismen. Han blev en av motreformationens ivrigaste förkämpar och gjorde snabb karriär. År 1598 blev han biskop i Wien, och snart kejsar Mattias inflytelserikaste rådgivare och kardinal 1615.
I arvländerna försökte Khlesl undertrycka protestantismen och ständerfriheten men förde i tysk-romerska riket som helhet en försonligare politik. Då läget blev mera spänt, manade han till försiktighet, särskilt efter resningen i Böhmen. Ärkehertigarna Ferdinand och Maximilian lät då häkta och till Tyrolen bortföra Khlesl. År 1623 frigavs han åter och återfick 1627 sitt biskopsdöme men hans politiska roll var utspelad.